# Facultatea Calculatoare, Informatică și Microelectronică a Universității Tehnice a Moldovei
Facultatea Calculatoare, Informatică și Microelectronică este una dintre facultățile Universității Tehnice a Moldovei.
Facultatea Calculatoare, Informatică și Microelectronică (FCIM) funcționează în cadrul Universității Tehnice a Moldovei și asigură pregătirea specialiștilor în domeniile de vârf ale științei și tehnicii contemporane – știința sistemelor și calculatoarelor, electronica și comunicații, care constituie suportul societății informaționale.
Istoria facultății începe odată cu fondarea instituției publice Universitatea Tehnică a Moldovei, dar un reper esențial este considerat anul 1967 – formarea Facultății de Electrofizică.
Activitatea științifică în domeniu a început odată cu fondarea Institutului Politehnic, în cadrul catedrelor Automatică și Tehnică de Calcul, dar și Electronică Industrială, incluse inițial în Facultatea de Electrotehnică.

## Departamente
- Departamentul Informatică și Ingineria Sistemelor
- Departamentul Ingineria Software și Automatică
- Departamentul Microelectronică și Inginerie Biomedicală
- Departamentul Științe Socio-Umane

## Studii

### Programe de studii licență:
- Știința Datelor
- Automatică și Informatică
- Calculatoare și rețele
- Electronica Aplicată
- Informatica aplicată
- Ingineria software
- Inginerie biomedicală
- Managementul Informației
- Microelectronică și nanotehnologii
- Robotică și mecatronică
- Securitate Informațională
- Tehnologia Informației

### Programe de studii master:
- Știința datelor
- Managementul aplicațiilor informaționale
- Calculatoare și rețele informaționale
- Inginerie biomedicală
- Ingineria software
- Microelectronică și nanotehnologii
- Tehnologia Informației
- Tehnologia informației pentru afaceri
- Securitate Informațională

## Centre științifice
- Centrul Nanotehnologii și Nanosenzori
- Centrul Național de Suport a Securității Nucleare
- Centrul Național de Inginerie Biomedicală
- Centrul de Cercetare și Instruire în Domeniul Securității Cibernetice